# Загублене місто (фільм, 2015)
«Загублене місто» — український науково-фантастичний фільм-трилер, знятий дебютантом Віталієм Потрухом. Стрічка розповідає про невеличку експедицію, що вирішує розшукати загублене місто в зоні відчуження, де відбуваються надзвичайні речі. У головних ролях — Андрій Джеджула, Сергій Романюк та Ірина Новак. В український широкий прокат фільм вийшов 1 жовтня 2015 року.

## Сюжет
Експерименти вченого та за сумісництвом директора атомної електростанції виходять з-під контролю, внаслідок чого зникає ціле місто. На це місце відправляють кілька команд рятувальників, але всі вони не повертаються. З міста лунають якісь сигнали, але дізнатися, що там коїться, неможливо. Тому аномальну територію обносять колючим дротом і відрізають від зовнішнього світу, а вченого ув'язнюють. Коли він виходить, його ледь не збиває жінка, від якої вчений дізнається, що її родина під час експерименту перебувала в зниклому місті. Він запевняє жінку в тому, що її чоловік та син живі, і вони разом звертаються до мародера з проханням провести їх в місто, який протягом п'яти років нишпорить покинутим містом у пошуках деталей для свого літака. Директор переконує сталкера, що знає, де найбільше цінностей і запчастин, і обіцяє все показати. Вони проходять через прихований тунель і потрапляють в місто, в якому начебто нічого не змінилося. Жінка знаходить свою родину, а вчений і мародер дізнаються, що місто провалилося в паралельний вимір, а люди в ньому можуть за гроші дізнатися про своє майбутнє у спеціальних салонах і живуть щасливим життям. Жінка та мародер зближуються, побачивши своє майбутнє, і вони обоє вирішують тікати з цього міста. Кінець фільму залишається відкритим, натякаючи, що це все проєкція бажаного їхньої підсвідомості.

## У ролях
- Андрій Джеджула — мародер[2]
- Сергій Романюк — вчений і директор атомної станції [1]
- Ірина Новак — жінка[3]
- Валерій Легін[2]
- Дмитро Лінартович[2]
- Євген Капорін[2]
- Костянтин Лінартович[2]
- Олексій Колеснік

## Виробництво

### Кошторис
Офіційно Держкіно виділило на фільм близько $700 тис. (6 млн грн.), але за словами авторів фільму дві третини з суми присвоїв собі корупціонер-продюсер, який зараз у міжнародному розшуку, і тому, мовляв, фільм недоотримав спецефектів.

### Розробка
На початку 2012 року після розгляду проєкту під робочою назвою «Прокляте місто» художньо-експертною радою Державного агентства України з питань кіно та його захисту режисером Мирославом Слабошпицьким, фільм виграв перший державний пітчинг і був на 100 % профінансований державним коштом: загальний бюджет склав майже 6 мільйонів гривень. Однак, пізніше Мирославу Слабошпицькому не вдалося домовитися з кіностудією імені Олександра Довженка щодо знімання в Чорнобильській зоні відчуження, і він вибув з проєкту. Його місце зайняв дебютант Віталій Потрух, який і написав сценарій фільму.

### Кастинг
Для радіо- і телеведучого Андрія Джеджули головна роль в «Загубленому місті» стала дебютною. Він сам виконав декілька небезпечних трюків для фільму.

### Знімальний процес

Кадр фільма «Загублене місто» (2015), васильківський стадіон «Кристал».

Зйомки тривали приблизно шість місяців і були завершені 7 вересня 2012 року. Фільм знімався на плівку 35 мм на кіностудії імені Олександра Довженка, у Василькові, в Макарові, в Славутичі, а також під Трускавцем в місті Стебник — у покинутих промислових зонах та сольових шахтах.

### Постпродакшн
Постпродакшном займалася компанія «Кінотур» (Kinotur Digital Intermediate Lab), яка зокрема зробила кольорокорекцію, фіналізацію, субтитри, DCP мастеринг, вивід майстер-негативу та трейлер.

## Сприйняття

### Касові збори
За перші вихідні прокату «Загублене місто» зайняв сьоме місце бокс-офісу: фільм подивилось понад 2 тисяч глядачів, що принесло йому 108 тисяч гривень.

### Критика
Фільм отримав змішані відгуки від українських кінокритиків. Кінокритик Олена Рубашевська з видання «KinoUkraine» дала фільму змішану оцінку, заявивши, "п’ять – оператору, два – сценаристу". А кінокритик видання Vinbazar заявила, що після перегляду фільму враження неоднозначні, не в останню чергу через мішанину-"вінегрет" сюжету, де події перескакують туди-сюди.

## Випуск
Спочатку, за словами режисера, прем'єра «Загубленого міста» очікувалася в січні 2013 року, але вийшла в український широкий прокат лише 1 жовтня 2015 року. Перед цим у рамках презентаційного туру протягом вересня 2015 року відбулися допрем'єрні покази фільму у Вінниці, Києві, Дніпропетровську та Львові. Загальнонаціональний прокат охопив сімдесят один кіноекран у тридцяти містах України. Одна гривня від кожного проданого квитка переказувалась на рахунок благодійного фонду «Турбота поколінь» — на закупівлю медикаментів для бійців АТО. Компанія Big Hand Films з цією стрічкою дебютувала як дистриб'ютор. Через деякий час після прокату у кінотеатрах України фільм був показаний на телеканалі «Інтер».

## Визнання
| Нагороди та номінації фільму «Загублене місто» | Нагороди та номінації фільму «Загублене місто»               | Нагороди та номінації фільму «Загублене місто» | Нагороди та номінації фільму «Загублене місто» | Нагороди та номінації фільму «Загублене місто» | Нагороди та номінації фільму «Загублене місто» |
| Рік                                            | Нагорода                                                     | Категорія                                      | Номінант                                       | Результат                                      |                                                |
| ---------------------------------------------- | ------------------------------------------------------------ | ---------------------------------------------- | ---------------------------------------------- | ---------------------------------------------- | ---------------------------------------------- |
| 2015                                           | Російський кінофестиваль православного кіно «Золотий Вітязь» | Найкращий дебют                                | «Загублене місто»                              | Перемога                                       |                                                |